# Capriata

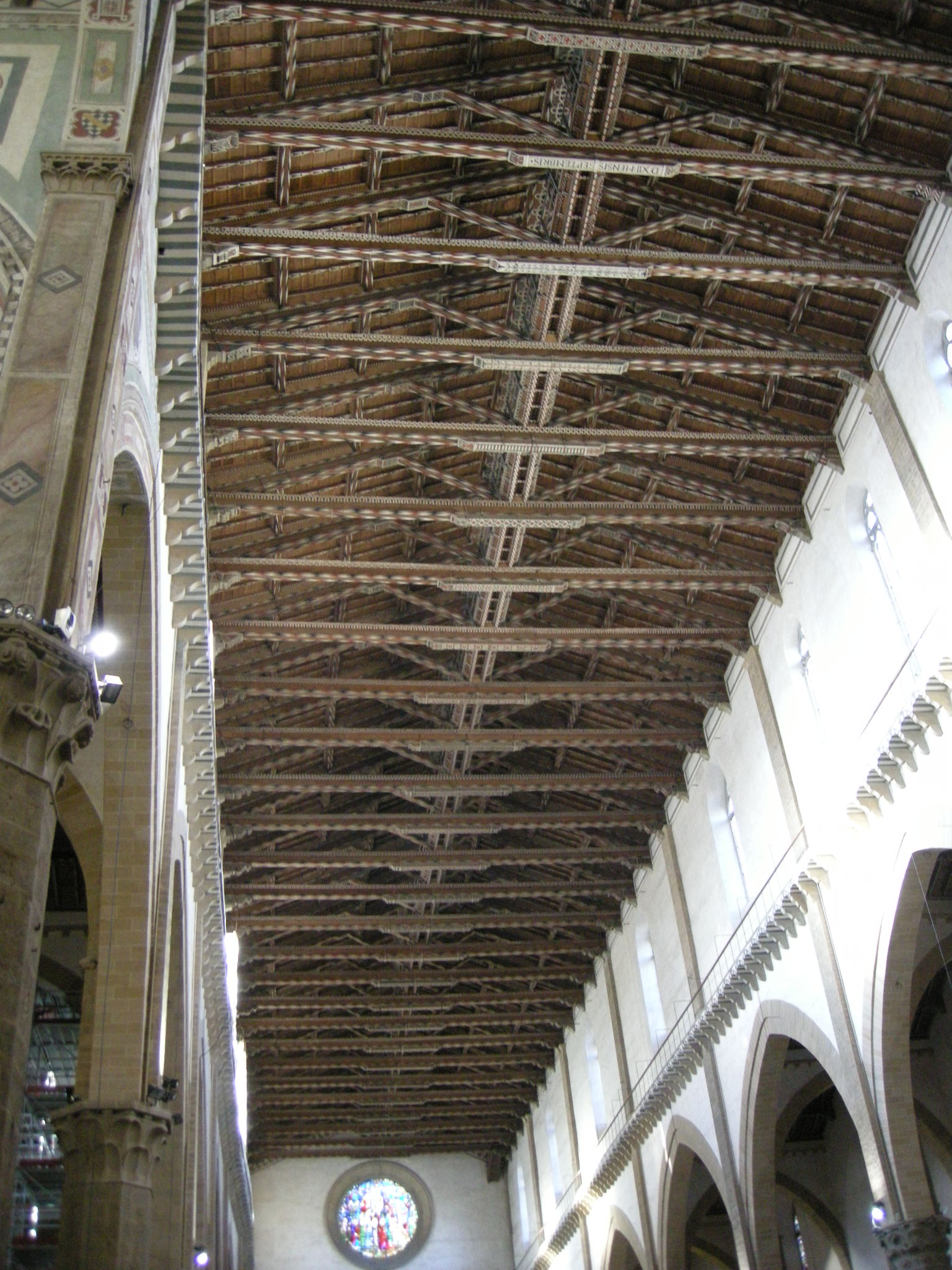
Le capriate del soffitto della Basilica di Santa Croce a Firenze

La capriata, oppure incavallatura, è un elemento architettonico, tradizionalmente realizzato con il legno, formato da una travatura reticolare piana posta in verticale e usata come elemento base di una copertura a falde inclinate. Ha il vantaggio di non esercitare alcuna spinta sulle murature d'ambito grazie alla sua struttura "chiusa", triangolare, nella quale l'elemento orizzontale, la catena, assorbe le spinte provenienti dalle membrature inclinate, chiamati puntoni: rientra quindi tipicamente tra le strutture non spingenti dell'architettura.

## Storia

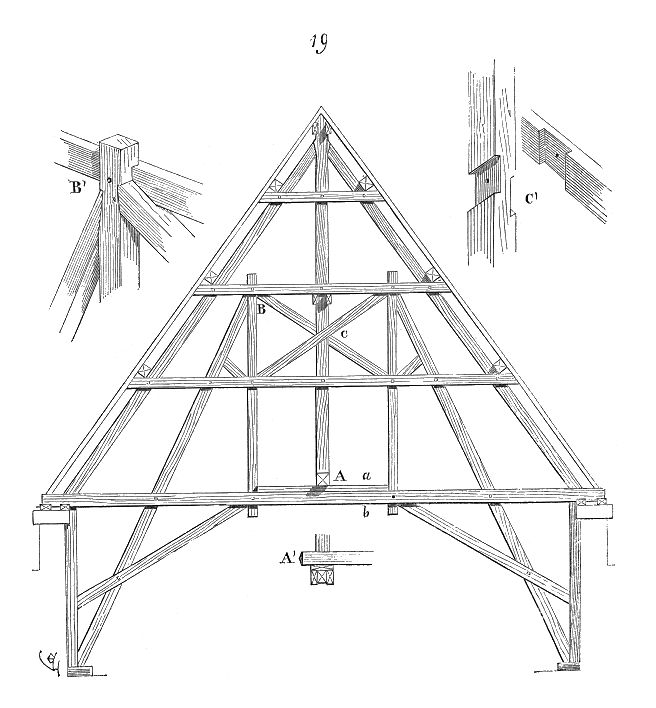
Struttura lignea della copertura di Notre Dame a Parigi

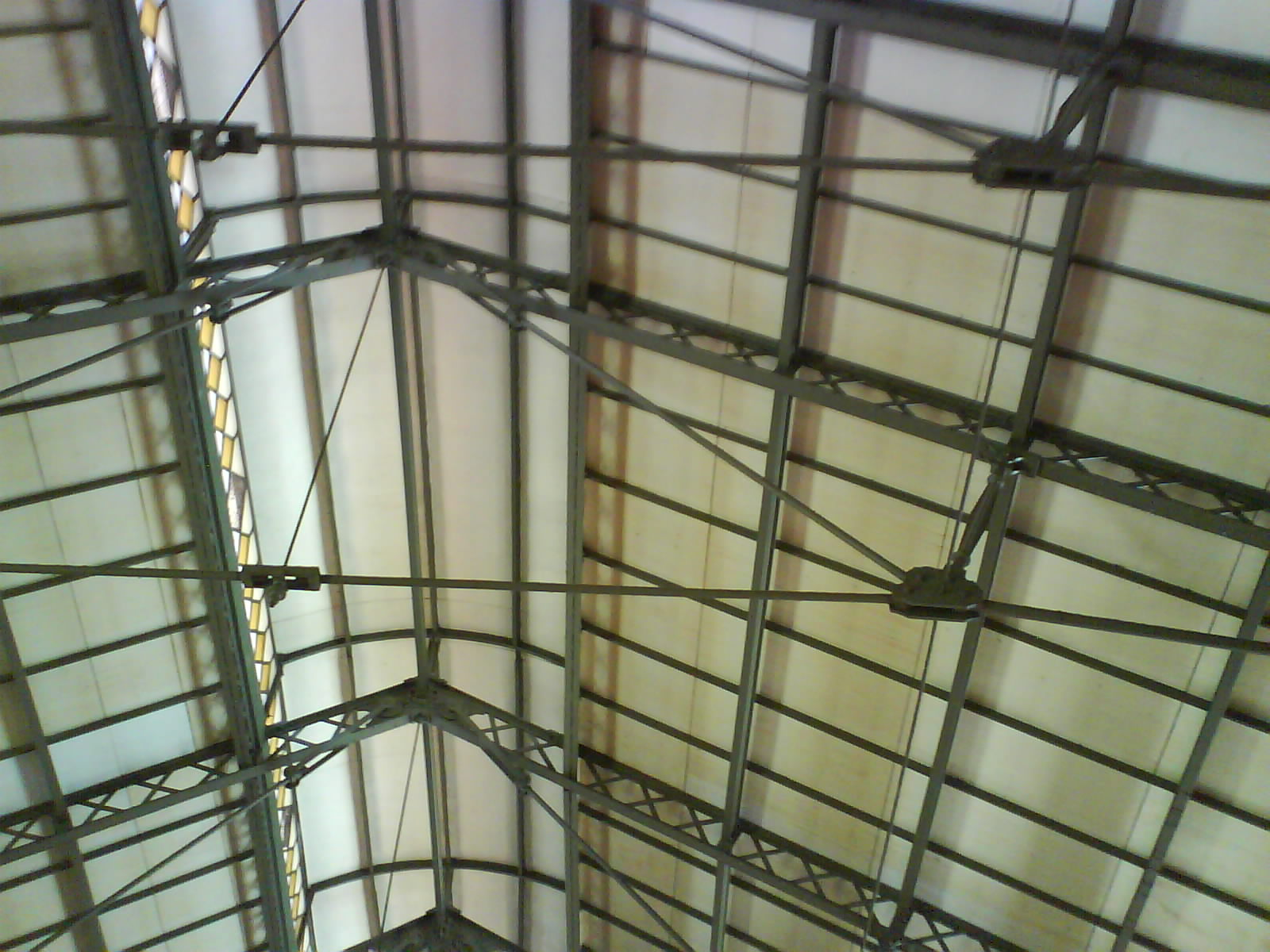
Capriata in metallo in un edificio industriale

Il concetto costruttivo della capriata viene sistematizzato intorno al IV secolo d.C. seppure, casi da ritenersi isolati dovettero verificarsi in precedenza. In epoca greca le coperture dei templi presentavano complesse strutture lignee con travi inclinate sostenute da murature, pilastrini, travi orizzontali, senza però giungere, secondo la maggior parte degli studiosi, alla concezione reticolare.  Tuttavia, alcuni autori ipotizzano che già nelle colonie Siciliane, i Greci abbiano messo in opera incavallature lignee, almeno afferenti a quelle costruzioni caratterizzati da celle con una luce da coprire superiore ai 10 metri. Pur tuttavia non portando a supporto alcuna prova diretta di tipo archeologico ad una tale affermazione. Marco Vitruvio Pollione, nel suo trattato "De architectura" non sembra trattare delle capriate.
La capriata venne diffusamente impiegata in epoca paleocristiana come copertura per le prime basiliche cristiane. Testimonianza di una tale attività viene fornita dalla carpenteria di Santa Caterina del Sinai, risalente al VI secolo d.C. e costruita per volontà di Giustiniano da ritenere le più antiche capriate esistenti al mondo. La caratteristica della capriata di non generare spinte laterali permetteva alle basiliche paleocristiane di avere mura abbastanza esili, senza bisogno di contrafforti, caratterizzandone così l'aspetto esteriore che denuncia, con la sua semplicità, la concezione strutturale della copertura.
Nel periodo romanico iniziò la graduale sostituzione, nella copertura delle chiese, delle capriate con le volte, prima nelle più piccole navate laterali delle chiese, poi, via via che gli artefici acquisivano dimestichezza e perizia con la nuova tecnica, vennero iniziate a essere coperte anche le più alte e ampie navate centrali. La Basilica di Santa Maria Maggiore a Lomello per esempio è il più antico esempio pervenutoci della fase di transizione del XII secolo, con navate laterali coperte a volte e navata centrale a capriate. Da rilevare inoltre come al di sopra delle volte fosse presente comunque una complessa struttura lignea destinata a sorreggere la copertura a falde.
Nonostante quindi che l'architettura monumentale a partire dal periodo romanico preferisse la volta, la capriata si diffuse ugualmente in tutta l'Europa medievale dando vita a numerose varianti. Nelle regioni mediterranee si perfezionò il tipo più essenziale e in Italia perdurò l'uso della capriata anche per grandi chiese monumentali; nell'Europa continentale sono presenti capriate più complesse con elementi di iperstaticità e nell'Europa settentrionale si diffondono strutture tridimensionali con falde molto inclinate e sottotetti agibili.
Nel Medioevo si era soliti dipingere le capriate con motivi decorativi spesso a colori vivaci come si può rilevare in alcune chiese medievali di Firenze.
Nel Rinascimento la capriata fu studiata nel suo funzionamento e nelle sue varianti dai vari trattatisti come per esempio Mariano di Jacopo detto il Taccola, Leonardo da Vinci, Sebastiano Serlio. In generale tali studi rivelano come ancora non fosse maturata la conoscenza della natura "reticolare" della capriata, tanto più che la tipologia classica viene accompagnata da numerose varianti con aste disposte in modo vario e per le quali si potrebbe parlare di pseudo capriate, venendo meno il criterio della maglia triangolare.
Andrea Palladio invece disegna sempre la capriata con monaco e spesso saettoni, ben collegati con la catena, in una struttura razionale e ordinata, pienamente reticolare. In questo periodo vengono realizzate strutture molto ardite come la copertura della Sala del Maggior Consiglio del Palazzo Ducale di Venezia, di venticinque metri di luce. L'uso della capriata, comunque fu piuttosto raro per l'architettura monumentale nel periodo rinascimentale e barocco, anche se si mantenne vitale negli edifici meno rappresentativi.
Nel XVIII secolo la capriata fu studiata sul piano teorico, giungendo alla piena comprensione del funzionamento statico, il cui principio diede vita a strutture ben più complesse come le travature reticolari ad aste e nodi.
Solo in seguito nel XIX secolo, la capriata fu codificata nell'immagine manualistica che si impose definitivamente con il monaco staccato e la catena come puro tirante. L'uso della capriata si è mantenuto anche nel XX secolo soprattutto nell'edilizia industriale, affiancando al tradizionale legno, anche il metallo e il cemento armato.

## Elementi
- Due puntoni (o braccia o biscantieri): sono le travi inclinate che determinano la pendenza del tetto.
- Catena (o corda o tirante): è l'elemento orizzontale che costituisce la base del triangolo e che supporta sforzi di trazione che altrimenti, sotto forma di forza orizzontale, andrebbero a gravare sul punto di appoggio dei puntoni. Elemento di maggior lunghezza della capriata, era generalmente in un unico pezzo, ma a volte è stato realizzato da due elementi rettilinei connessi con un particolare incastro denominato "dardo di Giove".

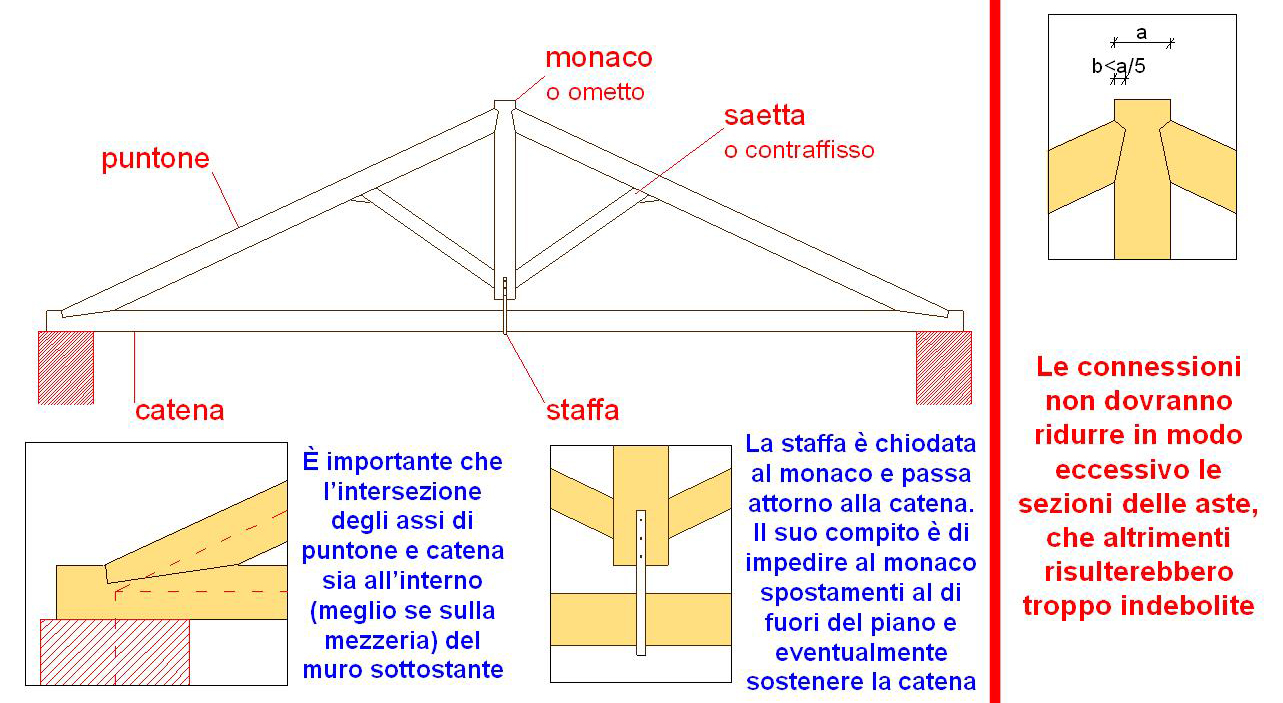
Una capriata all'italiana: elementi e dettagli costruttivi

- Monaco (o ometto o colonnello): è l'elemento verticale presente all'interno della capriata e ha il compito di irrigidire la struttura; la riduzione della distanza tra il monaco e la catena indica chiaramente un problema alla struttura stessa.
- Saette (o saettoni o contraffissi o razze o contropuntoni): sono gli elementi con inclinazione opposta a quella dei puntoni che limitano l'inflessione dei puntoni stessi, scaricando sul monaco la forza di compressione a cui sono sottoposte.
- Controcatena: presente solo in capriate di grandi dimensioni, collega orizzontalmente i puntoni in punti intermedi e limita la lunghezza di libera inflessione di questi. Differentemente dal nome che ricorda quello di un elemento teso, non risulta soggetta a trazione ma a compressione, dal momento che forma una sorta di arco a tre conci con i sottopuntoni.
- Sottocatena, sottopuntone: eventuali travi di rinforzo poste a contatto al di sotto o al di sopra - rispettivamente - della catena o dei puntoni.

Quando la capriata fa da ossatura di un tetto alla lombarda, su di essa vengono appoggiate delle travi perpendicolari. Quella alla sommità è detta colmareccio, mentre quelle che poggiano direttamente sui puntoni si chiamano arcarecci (o terzere quando suddividono la falda in tre parti). Su arcarecci e colmareccio sono poi appoggiate ulteriori travi perpendicolari, dette travetti o travicelli, che scendono in obliquo parallele ai puntoni. Sui travetti poggiano i listelli o correntini che a loro volta sostengono il manto di copertura che può essere realizzato in coppi o tegole curve, in coppi ed embrici, o in tegole stampate.
Nei tetti alla piemontese, invece, la capriata sostiene - mediante un gattello o mensola (vincolato al monaco) oppure con una traversa (vincolata a monaco e puntoni) - una trave di colmo posta a quota più bassa rispetto alla testa del monaco; su questa trave di colmo poggiano uno o più falsi puntoni per falda (che formano dei falsi cavalletti intermedi fra due capriate) complanari ai puntoni, sui quali poggiano degli arcarecci che possono sostenere dei travetti o direttamente i listelli a sostegno del manto.

## Statica

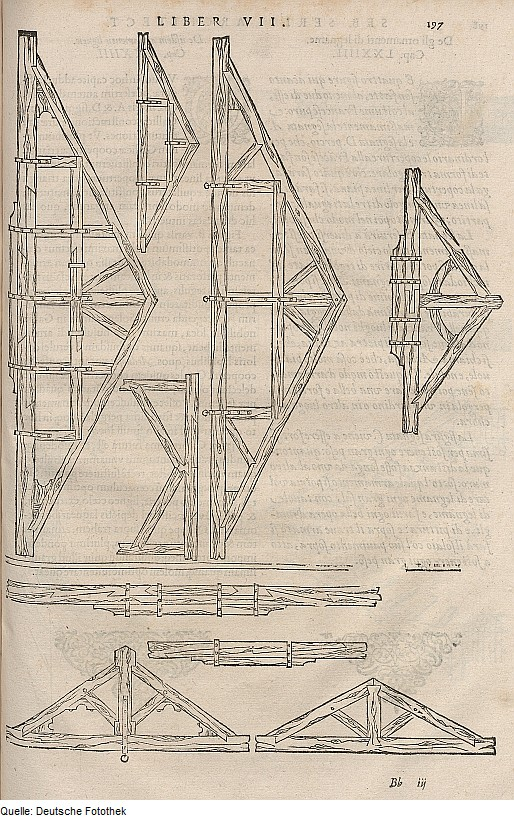
Vari tipi di capriata dal libro VII del trattato di architettura di Sebastiano Serlio (XVI secolo)

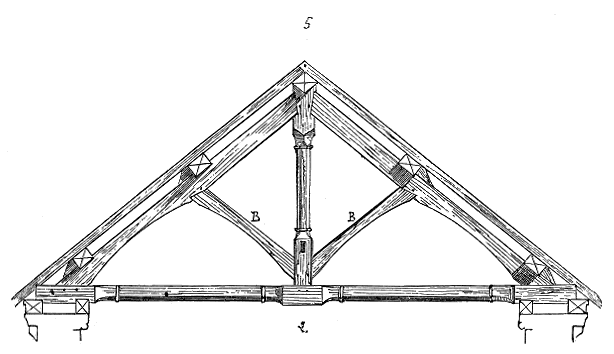
Una capriata francese. Rispetto a quella italiana monaco e catena si toccano.

La capriata ha la sua forza dalla sua struttura di ripartizione in triangoli. Infatti il triangolo è una "figura indeformabile", dato che, assegnate le lunghezze dei lati, sono univocamente determinati anche gli angoli; ciò non è vero in generale per poligoni con un numero maggiore di lati.
Basilare è la coesione tra i suoi vari elementi: puntoni e catena sono chiusi agli angoli da incastri (marginali semplici o a doppio dente cuneiforme) e rinforzati da più staffe in ferro che le tengono unite e ferme.
Nelle capriate in legno il monaco viene collegato alla catena in due modi differenti:
- con dei ferri a U o delle cravatte collegate al monaco ma non alla catena realizzando un appoggio per quest'ultima, ma senza mettere in opera una connessione tra monaco e catena. Il monaco è debolmente teso e ha essenzialmente il compito, oltre a quello di limitare la flessione della catena, di assicurare il collegamento tra saette e puntoni e la complanarità della struttura, in quanto collega tutte le aste. Questa connessione è comune dal tardo Rinascimento ed è quella che appare sulla manualistica ottocentesca, con l'eccezione della tradizione francese. Tenendo presente il compito del monaco si comprende la possibile spiegazione del nome: il monaco è un elemento che non ha uno scopo apparentemente fondamentale (la statica non viene migliorata sostanzialmente) ma che regola e garantisce silenziosamente il buon andamento di tutto, come fanno i monaci con la preghiera e il loro lavoro intellettuale e materiale.
- con una connessione, più o meno rigida, paragonabile al collegamento a cerniera, realizzando una travatura reticolare vera e propria. Questo tipo di connessione, propria del Medioevo, garantisce una maggiore efficienza, cosicché a parità di materiale, una capriata con collegamento monaco-catena a cerniera resiste a carichi superiori rispetto alla capriata utilizzata dopo il Rinascimento.

La capriata è soggetta a sforzi di trazione (il monaco e soprattutto la catena), compressione (le saette) e pressoflessione (i puntoni).
Nell'Ottocento la nascita della teoria classica delle reticolari ha fornito alcuni metodi grafici per la quantificazione (a costo di numerose semplificazioni) delle azioni negli elementi componenti la capriata (metodo delle sezioni o di Ritter, metodo di equilibrio dei nodi, metodo di Cremona).
Già dalla fine dell'Ottocento gli studi sulla teoria dell'elasticità (in particolare il teorema di Castigliano) avevano fornito strumenti adatti a un'analisi più corretta del problema. La complessità dell'impostazione fisico-matematica dello schema statico ne limitava però l'applicazione a casi eccezionali. Alcuni studi proposero formule pre-elaborate per determinate tipologie di capriata per eliminare l'onere dell'impostazione del problema, senza però poter eliminare la laboriosità dei calcoli.
Per questi motivi i metodi grafici sono rimasti in uso nella pratica corrente fino all'avvento dei computer.